# Wappen von Norderney
Die Wappen von Norderney war ein deutsches Bäderschiff der Reederei Cassen-Tours, einem gemeinsamen Unternehmen der Reedereien Cassen Eils und AG Norden-Frisia.

## Geschichte
Das Schiff entstand 1967 mit der Baunummer 84 auf der C. Cassens Schiffswerft und Maschinenfabrik in Emden. Die Kiellegung fand am 25. Februar 1967 statt, der Stapellauf als Frisia XII folgte am 14. April 1967. Das Schiff wurde am 11. Mai 1967 mit dem Namen Donald Duck von der Werft abgeliefert. Zusammen mit dem 1966 gebauten Schwesterschiff Moby Dick kam es im Fährdienst von Norddeich nach Juist und Norderney sowie für Ausflugsfahrten zum Einsatz. Im Jahr 1982 wurde die Donald Duck an die Reederei Cassen Eils verkauft, wo sie zunächst den Namen Wappen von Eckernförde und kurz darauf den Namen Wappen von Norderney erhielt. Das Schiff wurde von Norddeich, Norderney und Greetsiel aus für Ausflugsfahrten zu den Nachbarinseln, den Seehundbänken und ins Wattenmeer eingesetzt.
Am 23. Februar 2016 traf die Wappen von Norderney zum Abbruch beim Unternehmen DA Schiffsverwertung in Papenburg ein, wo sie im Folgemonat verschrottet wurde.

## Technische Daten
Das Schiff wurde von zwei Schiffsdieselmotoren von Volvo Penta (Typ: TAMD 122 A) mit 530 kW Leistung angetrieben, die über Untersetzungsgetriebe auf zwei Festpropeller wirkten. Für die Stromversorgung standen zwei Dieselgeneratoren von Mercedes-Benz (OM 615 und OM 617) sowie ein Not- bzw. Hilfsgenerator zur Verfügung.